# زمین ما
زمین ما (ایتالیایی: La terra) یک فیلم کمدی-درام ایتالیایی به کارگردانی سرجو روبینی است که در سال ۲۰۰۶ منتشر شد. این فیلم نامزد دریافت ۷ جایزهٔ دیوید دی دوناتلو و ۳ جایزهٔ روبان نقره‌ای بود.

## بازیگران
- فابریتسیو بنتیوولیو
- امیلیو سولفریتسی
- سرجو روبینی
- پائولو بریگویا
- کلاودیا جرینی
- ماسیمو ونتوریلو
- جووانا دی رائوزو